# ヴィルク (潜水艦・初代)
ヴィルク (ORP Wilk) はポーランド海軍の潜水艦。ヴィルク級。
ル・アーヴルのChantiers et Ateliers Augustin Normandで1927年に起工。1929年4月12日進水し、1931年10月31日に就役した。
1939年9月2日朝、「ヴィルク」（Boguslaw Krawczyk少佐）はヘル半島を砲撃中のドイツ駆逐艦「Erich Steinbrinck」を認めたが、対潜艦艇群の攻撃を受けたため「Erich Steinbrinck」に対する攻撃は行えなかった。
9月3日、計画通り機雷を敷設。
9月5日、ヘル沖へ機雷を敷設しようとしていたところ攻撃を受けた「ヴィルク」はスウェーデンの方へ向かったが、その後も攻撃を受け続けた。燃料が漏れて跡を残しているのは明らかであり、Krawczykは戦闘を決意して艦を浮上させたが、その時には何もいなかった。
9月11日、ドイツ巡洋艦「アドミラル・ヒッパー」を認めたが、攻撃は行えなかった。同日、イギリスへ向かうよう命じられる。「ヴィルク」は西へ向かう船団のそばに浮上して付き、エーレスンド海峡海峡へ近づいた際に遭遇したドイツ駆逐艦「リヒャルト・バイツェン」、水雷艇「T107」には船団護衛中のスウェーデン潜水艦と信じさせることができた。「ヴィルク」は9月20日にメイ島沖に着き、護衛を受けてスカパ・フローへ向かった。
1939年12月7日、「ヴィルク」の敷設した機雷でドイツ漁船「MFK Pil 55 Heimat」（13トン）が沈んだ。
1940年6月20日午前0時25分、「ヴィルク」は北緯56度54分 東経03度30分 / 北緯56.900度 東経3.500度で正体不明の物体に衝突した。艦長は潜水艦と衝突したと報告。当直士官であった次席のBolesław Romanowskiは三角形のものを見たと報告した。しかし、戦後の回想録の中では、Romanowskiは故意にUボートに体当たりしたと主張している。その海域に居たUボートは「U99」のみであったが、その日に損傷したり敵と遭遇したとの報告はなされていない。6月21日以降にUボート「U122」が失われているが、それは遠く離れた場所でのことである。潜水艦だとすれば、それは同じころ同海域で失われたオランダ潜水艦「O13」であろう。だが、「ヴィルク」の損傷及びすべての報告についての最新の分析によれば、問題の物体はドイツの機雷原防護ブイである可能性が最も高い。なぜなら、「ヴィルク」のプロペラは両方とも損傷しているがその下の舵は損傷しておらず、潜水艦に体当たりした場合にそのような状態になるとは考えにくいからである。 加えて、問題の海域での「O13」の捜索でも残骸は見つかっていないのである。
「ヴィルク」はイギリスから9度哨戒に出撃したが、戦果はなかった。最期の哨戒は1941年2月8日から20日で、そのあと「ヴィルク」は訓練任務に充てられた。機関の状態の悪さから「ヴィルク」は1942年4月2日に退役となった。
1946年9月28日に「ヴィルク」はポーランド亡命政府によりイギリスに譲渡されたが、Harwichで係留され、状態の悪さのため1952年10月にポーランドへと曳航された。1954年に解体された。